# Jean-Joseph Rallier des Ourmes
Jean-Joseph Rallier sieur des Ourmes (* 26. Mai 1701 in der Bretagne; † 23. Juni 1771 in Vitré) war ein französischer Mathematiker und Enzyklopädist.

## Leben und Wirken
Sein Vater war der Julien François Rallier (1645–1709) und seine Mutter die Marie de Baudouard († 1705).
Rallier wurde Berater des Präsidiums von Rennes, conseiller au présidial de Rennes und beschäftigte sich mit mathematischen Fragen aber auch mit landwirtschaftlichen Problemen. Er war im Jahre 1757 einer der Mitbegründer der Gesellschaft für Landwirtschaft, Gewerbe und Kunst in der Bretagne, Société d’Agriculture, de Commerce et des Arts de Bretagne.
Er war mit Françoise Pélagie Huguet verheiratet, das Paar hatte eine Tochter die Jeanne Pélagie Modeste Rallier.
Seine zahlreichen Schriften sind in verschiedenen Sammlungen, darunter auch in der Enzyklopädie weit verstreut, wo er die Artikel über die Arithmetik schrieb.

## Werke (Auswahl)
- Mémoire sur les quarrés magiques. In: Mémoires de Mathématique et de Physique. Bd. 4, 1763, ZDB-ID 447970-1, S. 196–241.
- Usage des divisions d’un nombre pour résoudre un problème d’arithmetique. In: Mémoires de Mathématique et de Physique. Bd. 5, 1768, S. 479–484.
- Methode facile pour découvir tous les nombres premiers contenus dans un cours illimité de la suite des impairs & tout d’un temps les diviseurs simples de ceux qui ne le font pas. In: Mémoires de Mathématique et de Physique. Bd. 5, 1768, S. 485–499.
- Méthode nouvelle de division quand le dividende est multiple du diviseur, & d’extraction quand la puissance est parfaite. In: Mémoires de Mathématique et de Physique. Bd. 5, 1768, S. 550–574.